# مايك لاندسمان
مايك لاندسمان (بالألمانية: Maik Landsmann) مواليد 1967، هو دراج ألماني سابق. سبق أن شارك في دورة الألعاب الأولمبية الصيفية وفاز بميدالية أولمبية.

## الميداليات
| الميدالية | المسابقة                       |
| --------- | ------------------------------ |
| ذهبية     | الألعاب الأولمبية الصيفية 1988 |

## روابط خارجية
- مايك لاندسمان على موقع أرشيف الدراجات (الإنجليزية)
- مايك لاندسمان على موقع إحصائيات الدراجات الإحترافية (الإنجليزية)
- مايك لاندسمان على موقع CycleBase (الإنجليزية)
- مايك لاندسمان على موقع أوليمبيديا (الإنجليزية)